# Nós (filme)
Us (bra/prt: Nós) é um filme estadunidense de 2019, dos gêneros suspense, ficção científica e terror, escrito e dirigido por Jordan Peele.
Estrelado por Lupita Nyong'o, Winston Duke, Elisabeth Moss e Tim Heidecker, aborda uma família confrontada por um grupo de doppelgängers.
O filme teve sua estreia mundial no South by Southwest em 8 de março e foi lançado nos Estados Unidos no dia 22, por intermédio da Universal Pictures. Ele recebeu elogios da crítica por seu roteiro, direção e atuações, com a IGN chamando-o de "uma maravilhosa nova história de terror americana".

## Sinopse
Adelaide e Gabe levam a família para passar um fim de semana na praia e descansar. Eles começam a aproveitar o ensolarado local, mas a chegada de um grupo misterioso muda tudo e a família se torna refém de seres com aparências iguais às suas.

## Elenco
- Lupita Nyong'o como Adelaide Wilson/Red.
- Winston Duke como Gabriel "Gabe" Wilson/Abraham.
- Shahadi Wright Joseph como Zora Wilson/Umbrae.
- Elisabeth Moss com Kitty Tyler/Dahlia.
- Tim Heidecker como Josh Tyler/Tex.
- Yahya Abdul-Mateen II como Russell Thomas/Weyland.
- Anna Diop como Rayne Thomas/Eartha.
- Evan Alex como Jason Wilson/Pluto.
- Cali Sheldon e Noelle Sheldon como Becca e Lindsey Tyler/Io e Nix.
- Kara Hayward como Nancy/Syd.
- Nathan Harrington como Glen/Jack.
- Dustin Ybarra como Troy/Brand.
- Duke Nicholson como Danny/Tony.
- Alan Frazier como Alan/Jeremiah.

## Dubladores do Brasil
- Estúdio de dublagem: Delart[7]
- Direção de Dublagem: Manolo Rey[7]
- Cliente: Universal Pictures[7]
- Tradução: Mário Menezes[7]
- Mixagem: Gustavo Andriewiski[7]

Elenco principal
- Adelaide - Márcia Morelli[7]
- Gabe - Márcio Dondi[7]
- Zora - Mariana Dondi[7]
- Jason - Victor Hugo[7]
- Josh - Guilherme Briggs[7]
- Kitty - Flavia Fontenelle[7]
- Ruassell - Rodrigo Oliveira[7]
- Lindsey - Isabella Simi[7]
- Rayne - Sarito Rodrigues[7]
- Danny - Marcos Castro[7]
- Ofélia - Luciana D'Aulizio[7]
- Becca - Amanda Manso[7]

## Produção

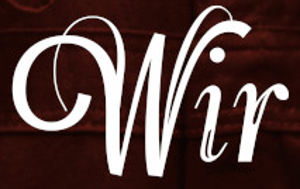
Logo do filme em alemão.

Em fevereiro de 2018, o diretor Jordan Peele afirmou, em entrevista ao The Hollywood Reporter, que estava a escrever um filme para a Universal Pictures. Em maio de 2018, foi anunciado que a obra seria intitulada de Us. Seguidamente, foi anunciado que Lupita Nyong'o, Winston Duke e Elisabeth Moss fariam parte do elenco. Em julho de 2018, Tim Heidecker, Yahya Abdul-Mateen II e Anna Diop adentraram ao elenco.
Adicionalmente, no início da produção principal do filme, o resto do elenco foi divulgado. Em setembro de 2018, Duke Nicholson entrou para o elenco. A produção foi iniciada em 30 de julho de 2018, na Califórnia. O primeiro trailer do filme foi publicado em 25 de dezembro de 2018.

## Recepção

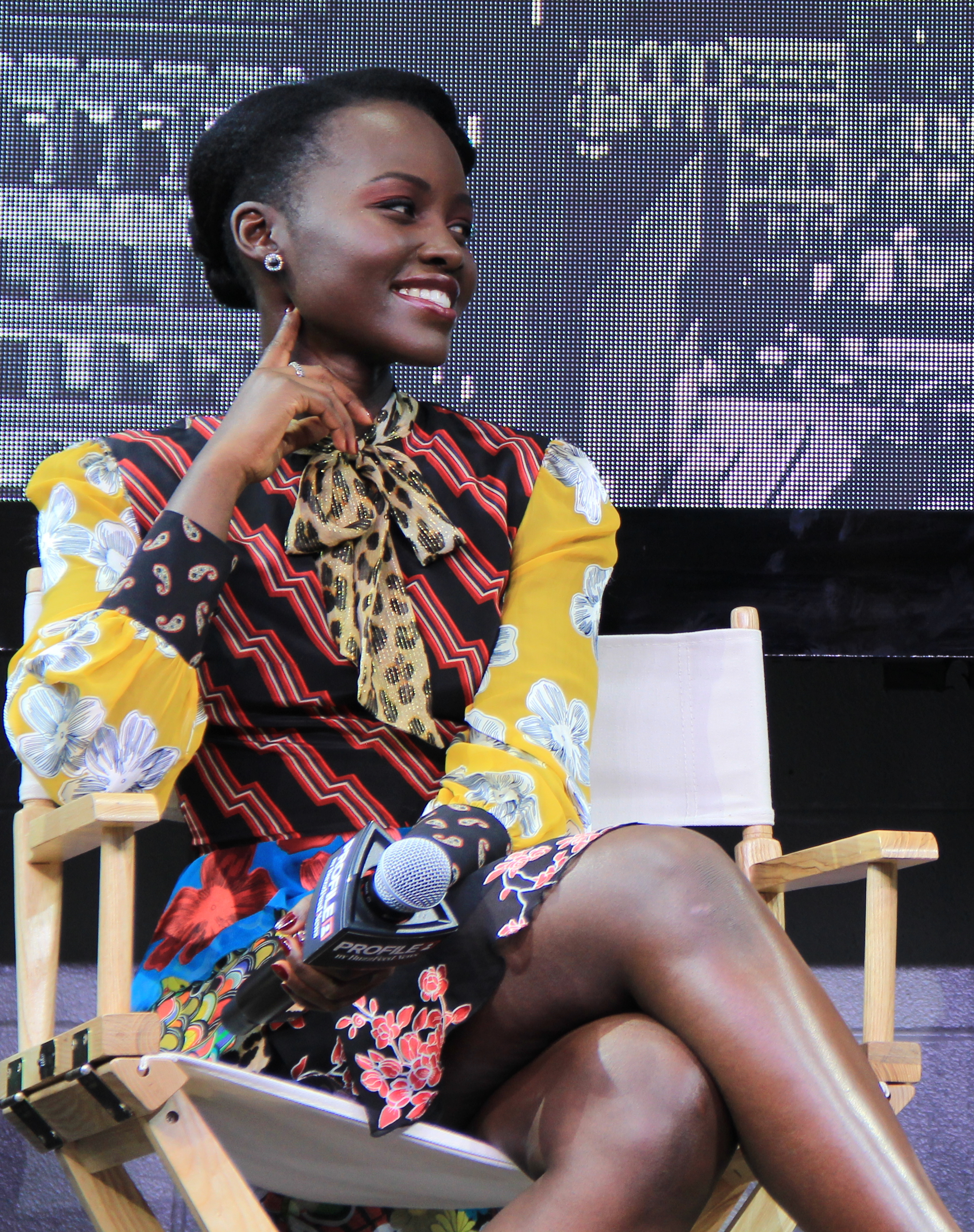
Lupita Nyong'o recebeu ampla aclamação da crítica e do público, com a maioria das indicações para atuação por seu duplo papel no filme.

No agregador de críticas Rotten Tomatoes, o filme tem uma taxa de aprovação de 93% com base em 550 comentários dos críticos que é seguido do consenso: "Com o segundo filme de terror ambicioso e inventivo de Jordan Peele, vimos como derrotar o azarado do segundo ano, e somos Nós." No Metacritic, o filme tem uma pontuação média ponderada de 81 de 100, com base em 56 críticas, indicando "aclamação universal". O público entrevistado pela CinemaScore deu ao filme uma nota média de "B" em uma escala de A+ a F, enquanto os da PostTrak deram uma pontuação geral positiva de 80%, com 60% dizendo que definitivamente o recomendariam.